# Любов (Німеччина)
Любов (нім. Lübow) — громада в Німеччині, розташована в землі Мекленбург-Передня Померанія. Входить до складу району Північно-Західний Мекленбург. Складова частина об'єднання громад Дорф-Мекленбург-Бад-Кляйнен.
Площа — 35,24 км2. Населення становить 1593 ос. (станом на 31 грудня 2020).

## Галерея

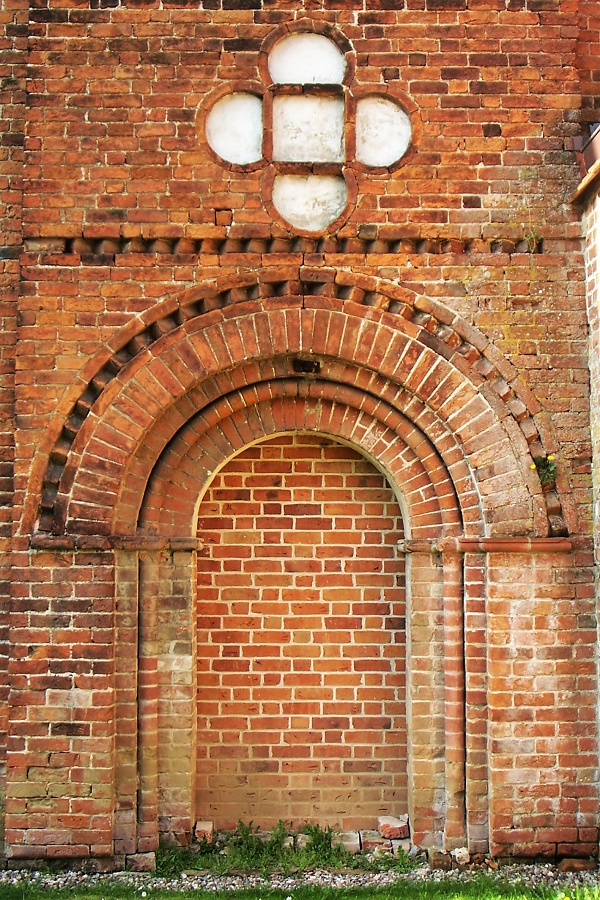